# Montévrain
Montévrain is een gemeente in het Franse departement Seine-et-Marne (regio Île-de-France) en telt 3149 inwoners (1999). De plaats maakt deel uit van het arrondissement Torcy en is een van de 26 gemeenten van de nieuwe stad Marne-la-Vallée. Het ligt vlak aan Disneyland Paris.

## Geografie
De oppervlakte van Montévrain bedraagt 5,5 km², de bevolkingsdichtheid is 572,5 inwoners per km².
De onderstaande kaart toont de ligging van Montévrain met de belangrijkste infrastructuur en aangrenzende gemeenten.

## Demografie
Onderstaande figuur toont het verloop van het inwonertal (bron: INSEE-tellingen).